# Луций Юлий Цезар (консул 90 пр.н.е.)
Вижте пояснителната страница за други личности с името Луций Юлий Цезар.
Луций Юлий Цезар III (на латински: Lucius Iulius Caesar; * 135 пр.н.е.; † 87 пр.н.е.) e политик на късната Римска република и роднина на бъдещия диктатор Гай Юлий Цезар.

## Произход и кариера
Цезар е син на римския патриций Луций Юлий Цезар II и Попилия. Неговият по-млад брат е Гай Юлий Цезар Страбон Вописк, който е също политик, пише трагедии и е добър оратор. Секст Юлий Цезар (консул 91 пр.н.е.) и Гай Юлий Цезар Старши, бащата на диктатора със същото име, са негови племенници.
Фамилията Юлии Цезари, произлиза от Юл, син на Еней и така от богинята Венера. Тя се издига политически по времето на опитите за реформи на Гракхите и издигането на Гай Марий.
През 95 пр.н.е. Луций Юлий Цезар става претор. След това е управител на провинция Македония с ранг на проконсул. През 90 пр.н.е. става консул заедно с Публий Рутилий Луп и през съюзническата война разгромява самнитите.
Луций Юлий Цезар е автор на закона lex Iulia (Lex Iulia de Civitate Latinis Danda), с който дава по времето на гражданската война на италиките римско гражданство.
Луций Юлий Цезар и брат му са убити през 87 пр.н.е. при уличните битки с Гай Марий в Рим.

## Фамилия
Луций е женен за Фулвия, дъщеря на Марк Фулвий Флак (консул 125 пр.н.е.). Те имат две деца:
- Луций Юлий Цезар (консул 64 пр.н.е.);
- Юлия Антония, съпруга на плебея Марк Антоний Кретик ; имат трима сина, между тях по-късният триумвир Марк Антоний.